# 長野県道13号岡谷停車場線
長野県道13号岡谷停車場線（ながのけんどう13ごう おかやていしゃじょうせん）は、長野県岡谷市を通る県道（主要地方道）である。

## 概要
長野県岡谷市のJR中央本線 岡谷駅から長野県道14号下諏訪辰野線交点・本町1丁目交差点（通称：三ツ門）を結ぶ約100mほどの短距離路線である。

### 路線データ
- 路線認定[1]
  - 起点：岡谷停車場
  - 終点：岡谷市字下町
  - 重要な経過地：なし
- 道路の区域[2]

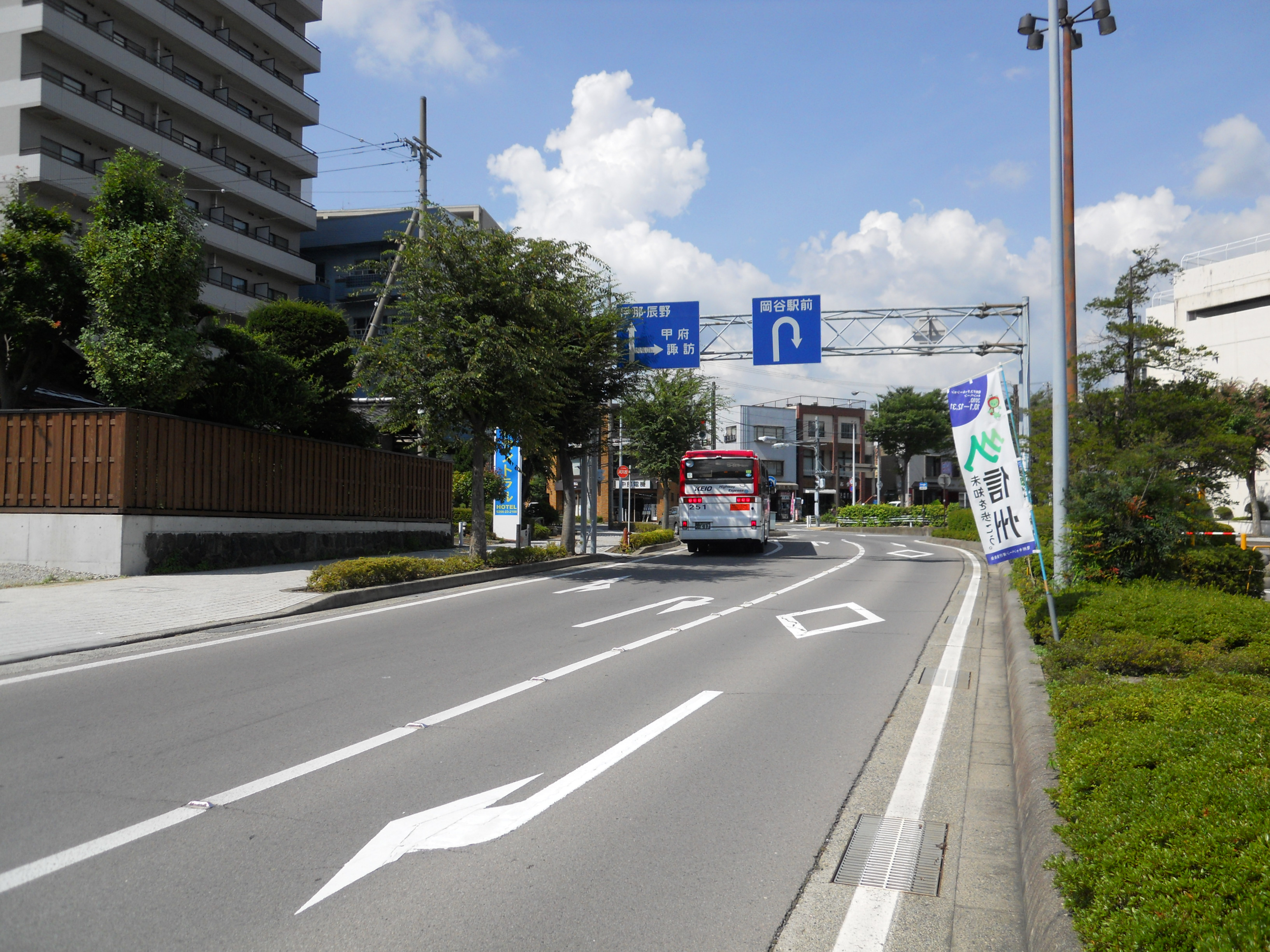
岡谷駅前交差点

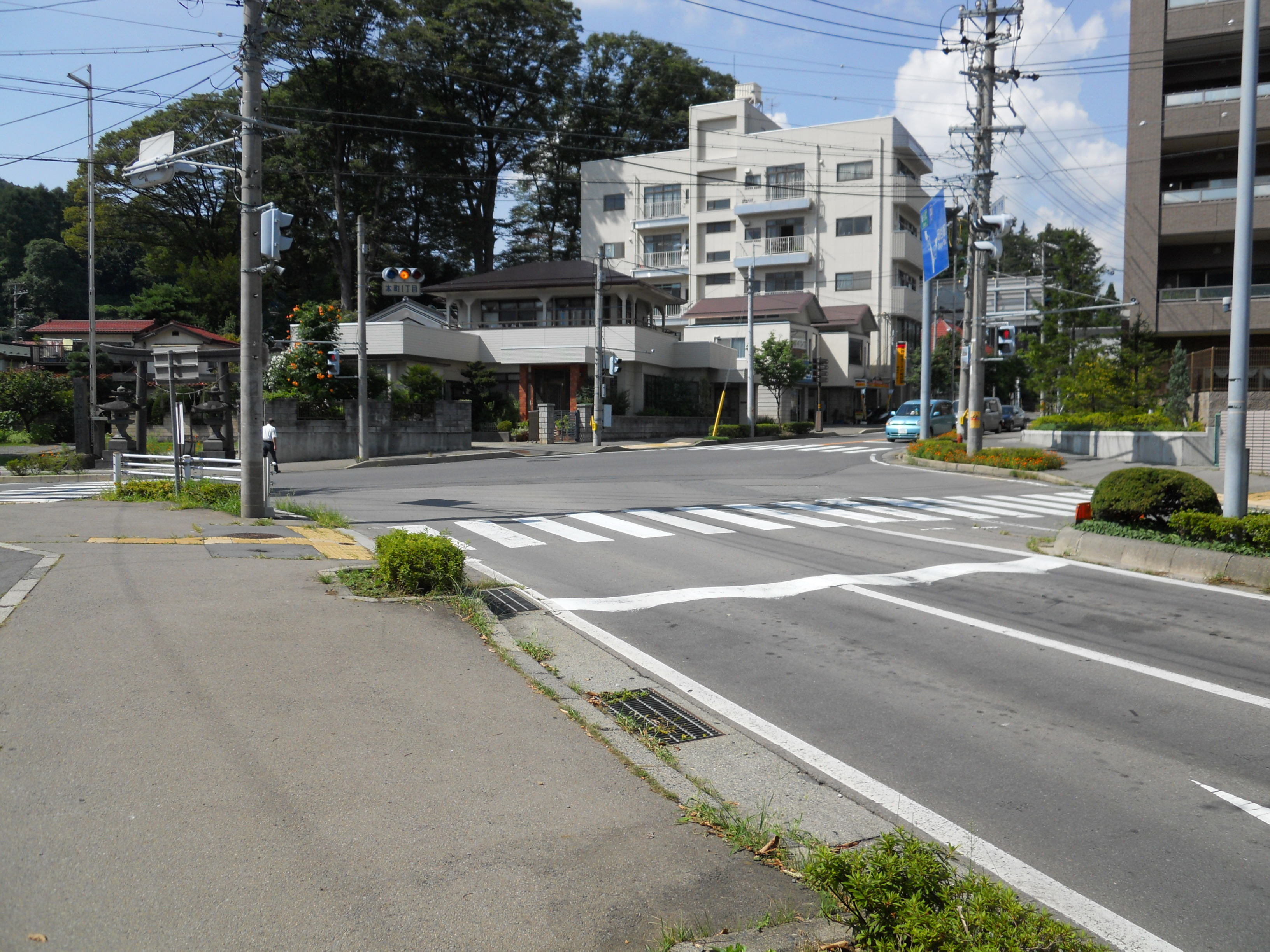
本町1丁目交差点（終点）

  - 起点：岡谷市本町1丁目3698番の2地先（JR中央本線岡谷駅）
  - 終点：岡谷市本町1丁目3455番の4地先（本町1丁目交差点、長野県道14号下諏訪辰野線交点）
  - 実延長：108.4m
- 道路法第7条第1項該当号：1号[3]

平成5年の主要地方道の指定では、終点は「岡谷市本町一丁目」となっているが、長野県告示による路線認定の変更は行われていない。

## 歴史
- 1920年（大正9年）4月1日：府県道岡谷停車場線の認定（諏訪郡平野村岡谷・岡谷停車場間）[4]。
- 1954年（昭和29年）1月20日：岡谷停車場線の一部を主要地方道岡谷停車場線に指定[5]。
- 1955年（昭和30年）2月3日：長野県道岡谷停車場線の起点と終点を変更（岡谷停車場を起点とする）[1]。
- 1993年（平成5年）5月11日 - 建設省から、県道岡谷停車場線が岡谷停車場線として主要地方道に再指定される[6]。

## 地理

### 通過する自治体
- 岡谷市

### 交差する道路
- 長野県道14号下諏訪辰野線（岡谷市本町）

### 沿線にある施設など

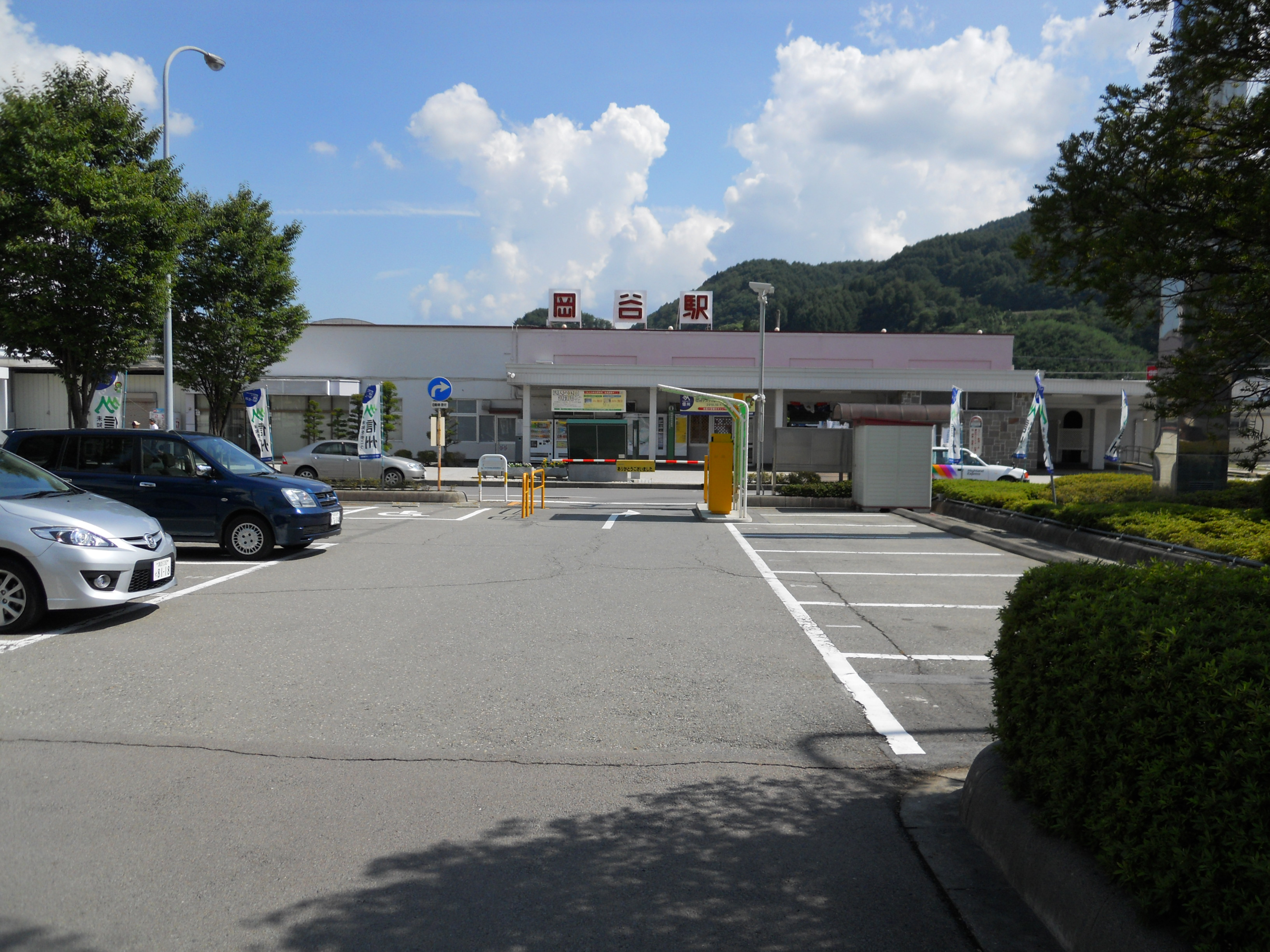
岡谷駅

- 中央本線 岡谷駅